# Leninogorsk

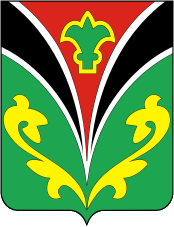
Stadens vapen.

Leninogorsk (ryska: Лениного́рск) är en stad i den autonoma republiken Tatarstan i Ryssland, belägen 322 kilometer sydöst om Kazan. Den hade 63 635 invånare i början av 2015. Staden grundades 1948 sedan man hittat olja på platsen. Leninogorsk fick stadsrättigheter 1955.